# Steve Hawes
Steven Sherburne "Steve" Hawes (Seattle, Washington, 26 de mayo de 1950) es un exjugador de baloncesto estadounidense que jugó diez temporadas en la NBA, y tres más, las dos primeras y la última, en la liga italiana. Con 2,05 metros de estatura, lo hacía en la posición de alero. Es tío del actual jugador de la NBA Spencer Hawes.

## Trayectoria deportiva

### Universidad
Jugó durante cuatro temporadas en los Huskies de la Universidad de Washington, en las que promedió 20,7 puntos y 12,8 rebotes por partido. Es el único jugador en la historia de su universidad en promediar más de 20 puntos en más de una temporada, haciéndolo en las tres que compitió oficialmente (20,2, 20,3, 21,7), después de que en su temporada de novato, en la que la NCAA no dejaba competir de manera oficial, batiera los récords de anotación (26,2 puntos por partido) y rebotes (14,8). En su última temporada fue incluido en el mejor quinteto de la Pacific-8 Conference, tras llevar a su equipo a una temporada con 20 victorias y 6 derrotas, la primera temporada con 20 o más victorias desde 1953.

### Profesional
Fue elegido en la vigésimo cuarta posición del Draft de la NBA de 1972 por Cleveland Cavaliers, y también por los Dallas Chaparrals en el draft de la ABA, pero finalmente acaba fichando por el Reyer Venezia, donde juega dos temporadas en las que promedia 23,2 y 24,7 puntos respectivamente.
En 1974 regresa a su país, fichando por Houston Rockets, quienes habían adquirido sus derechos procedentes de los Cavs a cambio de una futura tercera ronda del draft y dinero. En su primera temporada en la NBA actúa como suplente de Kevin Kunnert, promediando 5,9 puntos y 5,0 rebotes por partido. Pocos días después de comenzada la temporada 1975-76 es traspasado a Portland Trail Blazers a cambio de John Johnson. En el equipo de Oregón consigue más minutos de juego, incrementando sus estadísticas hasta los 7,2 puntos y 7,3 rebotes por partido, pero al año siguiente es enviado junto con Geoff Petrie a Atlanta Hawks a cambio de la segunda opción en el draft de dispersión de la extinta ABA, que le daba derecho a hacerse con los servicios de Maurice Lucas.
En los Hawks consiguió por fin la estabilidad que no había encontrado hasta entonces, ganándose un puesto en el quinteto titular y siendo en su segunda temporada en el equipo el máximo reboteador del mismo, con 9,2 rebotes por partido, y el segundo mejor anotador tras John Drew, con 12,7 puntos por noche, en la que sería su mejor campaña como profesional. Jugó cuatro temporadas más en Atlanta, casi siempre como ala-pívot titular, hasta que mediada la temporada 1982-83 fue traspasado a Seattle SuperSonics en un acuerdo a tres bandas en el que se vieron también implicados los Pistons.
En los Sonics se vio relegado al banquillo, jugando temporada y media. En la que jugó completa, dando minutos de descanso a Tom Chambers, promedió 5,5 puntos y 4,3 rebotes por partido. Al año siguiente, y ya con 34 años, regresó al Reyer Venezia italiano, donde jugó una última temporada antes de retirarse, promediando 15,9 puntos y 9,5 rebotes por partido.

## Estadísticas de su carrera en la NBA

### Temporada regular
| Temporada | Edad | Equipo                 | Liga | P   | TIT | MIN  | TC  | TCA  | %TC  | 3P  | 3PA | %3P  | TL  | TLA | %TL  | R.OF. | R.DEF. | REB | ASIS | ROB | TAP | PER | FP  | PTS  |
| 1974-75   | 24   | Houston Rockets        | NBA  | 55  |     | 16.3 | 2.5 | 5.1  | .502 |     |     |      | 0.8 | 1.0 | .818 | 1.5   | 3.5    | 5.0 | 1.6  | 0.7 | 0.7 |     | 1.8 | 5.9  |
| 1975-76   | 25   | TOTAL                  | NBA  | 72  |     | 19.6 | 2.8 | 5.6  | .494 |     |     |      | 1.2 | 1.7 | .725 | 2.4   | 4.5    | 6.9 | 1.6  | 0.6 | 0.3 |     | 2.3 | 6.7  |
| 1975-76   | 25   | Houston Rockets        | NBA  | 6   |     | 8.5  | 0.8 | 2.2  | .385 |     |     |      | 0.0 | 0.0 |      | 0.8   | 2.2    | 3.0 | 1.7  | 0.0 | 0.0 |     | 1.0 | 1.7  |
| 1975-76   | 25   | Portland Trail Blazers | NBA  | 66  |     | 20.6 | 2.9 | 5.9  | .497 |     |     |      | 1.3 | 1.8 | .725 | 2.5   | 4.7    | 7.3 | 1.6  | 0.7 | 0.4 |     | 2.5 | 7.2  |
| 1976-77   | 26   | Atlanta Hawks          | NBA  | 44  |     | 21.5 | 3.3 | 6.9  | .482 |     |     |      | 1.5 | 2.0 | .761 | 1.8   | 4.2    | 5.9 | 1.4  | 0.8 | 0.5 |     | 3.2 | 8.2  |
| 1977-78   | 27   | Atlanta Hawks          | NBA  | 75  |     | 31.0 | 5.2 | 11.4 | .453 |     |     |      | 2.3 | 2.9 | .818 | 2.4   | 6.8    | 9.2 | 2.5  | 1.0 | 0.8 | 2.0 | 3.1 | 12.7 |
| 1978-79   | 28   | Atlanta Hawks          | NBA  | 81  |     | 27.2 | 4.6 | 9.3  | .492 |     |     |      | 1.3 | 1.6 | .818 | 2.3   | 5.0    | 7.3 | 2.3  | 1.0 | 0.6 | 1.8 | 3.3 | 10.5 |
| 1979-80   | 29   | Atlanta Hawks          | NBA  | 82  |     | 22.6 | 3.7 | 7.4  | .502 | 0.0 | 0.1 | .375 | 1.8 | 2.2 | .824 | 1.8   | 4.2    | 6.0 | 1.8  | 0.9 | 0.4 | 1.5 | 2.5 | 9.3  |
| 1980-81   | 30   | Atlanta Hawks          | NBA  | 74  |     | 31.2 | 4.5 | 8.6  | .523 | 0.0 | 0.1 | .250 | 3.0 | 3.8 | .799 | 2.2   | 5.4    | 7.6 | 2.3  | 1.0 | 0.4 | 2.2 | 3.9 | 12.0 |
| 1981-82   | 31   | Atlanta Hawks          | NBA  | 49  | 42  | 26.9 | 3.6 | 7.6  | .481 | 0.1 | 0.2 | .400 | 2.0 | 2.6 | .762 | 1.8   | 4.7    | 6.5 | 2.9  | 0.7 | 0.7 | 1.8 | 3.2 | 9.3  |
| 1982-83   | 32   | TOTAL                  | NBA  | 77  | 4   | 18.4 | 2.1 | 5.1  | .418 | 0.1 | 0.3 | .238 | 0.9 | 1.2 | .734 | 1.1   | 3.6    | 4.7 | 1.2  | 0.5 | 0.2 | 1.4 | 2.5 | 5.2  |
| 1982-83   | 32   | Atlanta Hawks          | NBA  | 46  | 3   | 18.7 | 2.0 | 5.3  | .373 | 0.0 | 0.3 | .143 | 1.0 | 1.3 | .742 | 1.2   | 3.8    | 5.0 | 1.3  | 0.6 | 0.2 | 1.6 | 2.4 | 5.0  |
| 1982-83   | 32   | Seattle SuperSonics    | NBA  | 31  | 1   | 17.9 | 2.3 | 4.7  | .493 | 0.1 | 0.2 | .429 | 0.7 | 1.0 | .719 | 0.9   | 3.4    | 4.3 | 1.2  | 0.3 | 0.2 | 1.1 | 2.5 | 5.5  |
| 1983-84   | 33   | Seattle SuperSonics    | NBA  | 79  | 0   | 14.6 | 1.4 | 3.0  | .481 | 0.0 | 0.1 | .250 | 0.8 | 1.0 | .782 | 0.6   | 2.2    | 2.8 | 1.3  | 0.3 | 0.2 | 0.7 | 1.8 | 3.7  |
| Total     |      |                        | NBA  | 688 | 46  | 23.0 | 3.4 | 7.0  | .483 | 0.0 | 0.1 | .298 | 1.6 | 2.0 | .790 | 1.8   | 4.4    | 6.2 | 1.9  | 0.8 | 0.5 | 1.6 | 2.7 | 8.4  |

### Playoffs
| Temporada | Edad | Equipo              | Liga | P  | MIN | TCA | TC  | 3PA | 3P | TLA | TL | R.OF. | REB | ASIS | ROB | TAP | PER | FP | PTS | %TC  | %3P  | %FT   | MIN  | PTS  | REB | AST |
| 1974-75   | 24   | Houston Rockets     | NBA  | 8  | 128 | 18  | 38  |     |    | 8   | 9  | 3     | 29  | 13   | 3   | 3   |     | 11 | 44  | .474 |      | .889  | 16.0 | 5.5  | 3.6 | 1.6 |
| 1977-78   | 27   | Atlanta Hawks       | NBA  | 2  | 71  | 7   | 18  |     |    | 2   | 3  | 3     | 17  | 8    | 1   | 2   | 6   | 5  | 16  | .389 |      | .667  | 35.5 | 8.0  | 8.5 | 4.0 |
| 1978-79   | 28   | Atlanta Hawks       | NBA  | 9  | 243 | 40  | 81  |     |    | 9   | 12 | 27    | 63  | 29   | 8   | 3   | 5   | 33 | 89  | .494 |      | .750  | 27.0 | 9.9  | 7.0 | 3.2 |
| 1979-80   | 29   | Atlanta Hawks       | NBA  | 5  | 149 | 18  | 41  | 0   | 0  | 16  | 18 | 13    | 35  | 12   | 9   | 1   | 8   | 22 | 52  | .439 |      | .889  | 29.8 | 10.4 | 7.0 | 2.4 |
| 1981-82   | 31   | Atlanta Hawks       | NBA  | 1  | 12  | 2   | 5   | 0   | 0  | 3   | 4  | 3     | 5   | 0    | 0   | 0   | 0   | 1  | 7   | .400 |      | .750  | 12.0 | 7.0  | 5.0 | 0.0 |
| 1982-83   | 32   | Seattle SuperSonics | NBA  | 2  | 35  | 5   | 10  | 0   | 0  | 2   | 3  | 1     | 6   | 2    | 0   | 0   | 3   | 8  | 12  | .500 |      | .667  | 17.5 | 6.0  | 3.0 | 1.0 |
| 1983-84   | 33   | Seattle SuperSonics | NBA  | 5  | 74  | 6   | 14  | 1   | 2  | 2   | 2  | 8     | 20  | 7    | 2   | 0   | 2   | 6  | 15  | .429 | .500 | 1.000 | 14.8 | 3.0  | 4.0 | 1.4 |
| Total     |      |                     | NBA  | 32 | 712 | 96  | 207 | 1   | 2  | 42  | 51 | 58    | 175 | 71   | 23  | 9   | 24  | 86 | 235 | .464 | .500 | .824  | 22.3 | 7.3  | 5.5 | 2.2 |

## Vida posterior
Tras retirarse, trató de ser entrenador, siendo asistente durante tres temporadas en tres universidades diferentes del estado de Washington, para posteriormente entrenar a nivel de high school. En la actualidad vive en Seattle junto a su mujer, 23 años más joven que él, y tiene un hijo de un matrimonio anterior, Ellis, un músico que reside en Los Ángeles. Es propietario de una imprenta que cuenta con 16 empleados y que factura más de 6 millones de dólares anuales.